# Argonautidae
Famille
Les Argonautidae sont une famille de céphalopodes octopodes créée par George Washington Tryon (1838-1888) en 1879. Elle ne comprend qu'un seul genre vivant Argonauta. Malgré leur coquille, les Argonautidae ne sont apparentés ni aux Nautiles ni aux Ammonites : c'est un cas de convergence évolutive.

## Liste des genres
Selon World Register of Marine Species (27 janvier 2016) :
- Argonauta Linnaeus, 1758 (4 espèces actuelles)

Genres éteints (fossiles)
- †Izumonauta Kobayashi, 1954
- †Kapal
- †Mizuhobaris
- †Obinautilus